# Информатик
Информатик — учёный, изучающий информатику, теоретическую основу информации, вычисление и их применение.
Информатики, как правило, работают с теоретической стороны компьютерных систем, в отличие от аппаратной части, на которой в основном сосредоточены компьютерные инженеры (хотя они частично совпадают). Хотя информатики также могут сосредоточить свою работу и исследования в конкретных областях (например, алгоритмы и структуры данных, разработки и проектирования, разработки программного обеспечения, теории информации, теории баз данных, теории сложности вычислений, численного анализа, теории языка программирования, компьютерной графики и компьютерного зрения), их основой является теоретическое исследование вычислительной техники, из которого вытекают эти другие области.
Основная задача информатиков — разработать или проверить модели, часто математические по своей природе, для описания свойств компьютерных систем (процессоры, программы, компьютеры взаимодействующие с людьми, компьютеры взаимодействующие с другими компьютерами и т. д.) С общей целью поиска дизайна, который дает полезные преимущества (быстрее, меньше, дешевле, точнее и т. д.).

## Образование
Большинство информатиков должны иметь докторскую степень, магистра или бакалавра в области компьютерных наук или подобных областях, как информация и компьютерные науки, или тесно связанных дисциплинах, как математика или физика. Сильная склонность к математике важна для программиста.
Хорошие коммуникативные навыки также важны для информатика, поскольку ключевая роль хорошего ученого — это передача результатов для использования другими; как правило, с помощью хорошо подготовленных публикаций и презентаций. Кроме того, поскольку информатики часто работают в командах над реальными проектами, они должны иметь возможность эффективно общаться с компьютерным персоналом, таким как программисты и менеджеры, а также с пользователями или другим персоналом, который может не иметь технического опыта работы с компьютером.

### Области специализации
- Теоретическая информатика — в том числе структур данных и алгоритмов, теории вычислений, теории информации и теории кодирования, теории языка программирования и формальных методов
- Компьютерные системы — включая компьютерную архитектуру и компьютерную инженерию, анализ производительности компьютеров, параллелизм и распределенные вычисления, компьютерные сети, компьютерную безопасность и криптографию, а также базы данных.
- Компьютерные приложения — включая компьютерную графику и визуализацию, взаимодействие человека с компьютером, научные вычисления и искусственный интеллект.
- Разработка программного обеспечения — применение разработки к разработке программного обеспечения системным методом

## Занятость
Информатики часто нанимаются фирмами, выпускающими программное обеспечение, научно-исследовательскими и опытно-конструкторскими организациями, которые разрабатывают теории, позволяющие разрабатывать новые технологии. Информатики также работают в образовательных учреждениях, таких как университеты. Информатики могут следовать более практическим приложениям своих знаний, занимаясь такими вещами, как разработка программного обеспечения. Их также можно найти в области консалтинга в области информационных технологий, и их можно рассматривать как математиков, учитывая, сколько области зависит от математики. Компьютерные ученые, работающие в промышленности, могут в конечном итоге перейти на руководящие или проектные руководящие должности.
Перспективы трудоустройства для информатиков, как говорят, превосходны. Такие перспективы, по-видимому, отчасти объясняются очень быстрым ростом в области проектирования компьютерных систем и сопутствующих услуг, а также в сфере публикации программного обеспечения, которая, по прогнозам, является одной из самых быстрорастущих отраслей экономики.